# Philippinische Badmintonmeisterschaft 1967
Die Philippinische Badmintonmeisterschaft 1967 fand in Manila statt. Es war die 19. Austragung der nationalen Titelkämpfe der Philippinen im Badminton.

## Titelträger
| Disziplin    | Sieger                    |
| ------------ | ------------------------- |
| Herreneinzel | Conrado Co                |
| Dameneinzel  | Mary Tan                  |
| Herrendoppel | Armando Yanga Oscar Yanga |
| Damendoppel  | Lily Tan Mary Tan         |
| Mixed        | nicht ausgetragen         |